# Саркарова, Гюлуш Джебраил кызы
Гюлуш Джебраил кызы Саркарова (азерб. Gülüş Cəbrayıl qızı Sərkərova; 1926, Карягинский уезд — ?) — советский азербайджанский хлопковод, Герой Социалистического Труда (1948).

## Биография
Родилась в 1926 году в селе Ахмедалылар Карягинского уезда Азербайджанской ССР (ныне село в Физулинском районе).
В 1946—1979 годах — колхозница, звеньевая колхоза «28 апреля» Карягинского района. В 1947 году получила урожай хлопка 94,56 центнер с гектара на площади 6 гектаров.
Указом Президиума Верховного Совета СССР от 10 марта 1948 года за получение в 1947 году высоких урожаев хлопка Саркаровой Гюлуш Джебраил кызы присвоено звание Героя Социалистического Труда с вручением ордена Ленина и золотой медали «Серп и Молот».
Активно участвовала в общественной жизни Азербайджана. Член КПСС с 1946 года.
С 1979 года — пенсионер союзного значения, с 2002 года — президентский пенсионер.